# 2011
2011 (số La Mã: MMXI) là một năm thường bắt đầu vào ngày thứ Bảy theo lịch Gregory. Trong lịch Gregory, nó sẽ là năm thứ 2011 của Common Era, hay của Công Nguyên; năm thứ 11 của thiên niên kỷ 3 và của thế kỷ 21; và là năm thứ hai của thập niên 2010. Năm 2011 là một năm nhiều biến động, nhiều sự kiện xảy ra từ việc Nam Sudan giành độc lập; Động đất và sóng thần Nhật Bản 2011; Vụ tấn công Na Uy, Osama bin Laden bị ám sát cho đến Mùa xuân Ả Rập.
Liên Hợp Quốc đã chỉ định 2011 là Năm Quốc tế của Rừng và Năm Quốc tế của Hóa học.

## Sự kiện

### Tháng 1
- 1 tháng 1: Estonia gia nhập Khu vực đồng euro.[1][2]
- 4 tháng 1: Nhật thực một phần, nhìn thấy ở hầu hết Châu Âu, bán đảo Ả Rập, Bắc Mỹ, và Tây Nam Á.
- 7 – 29 tháng 1: Cúp bóng đá châu Á 2011 tổ chức tại Qatar, đội tuyển bóng đá quốc gia Nhật Bản giành chức vô địch trong giải đấu này.[3]
- 19 tháng 1: Nguyễn Phú Trọng nhậm chức Tổng Bí thư.

### Tháng 2
- 27 tháng 2: Bộ phim Diễn văn của nhà vua đạt Giải Phim hay nhất tại Giải Oscar lần thứ 83

### Tháng 3
- 11 tháng 3: Động đất và sóng thần Tōhoku 2011 làm 15.899 người chết.
- 12 tháng 3: Lò phản ứng số 1 của nhà máy điện hạt nhân Fukushima I phát nổ.[4]
- 14 tháng 3: Lò phản ứng số 3 của nhà máy điện hạt nhân Fukushima I phát nổ.[5]
- 15 tháng 3: 
  - Lò phản ứng số 2 của nhà máy điện hạt nhân Fukushima I phát nổ.[6]
  - Ít nhất 80 người bị thương trong trận động đất có cường độ 6,4 độ richter xảy ra ở tỉnh Shizuoka.[7]
- 26 tháng 3: Ấu trùng tinh nghịch chính thức lên sóng.

### Tháng 4
- 7 tháng 4: Một trận động đất có cường độ 7.4 độ richter xảy ra ở ngoài khơi tỉnh Miyagi, có kèm theo cảnh báo sóng thần. Đây là trận động đất xảy ra gần 1 tháng sau đại thảm họa động đất.[8]
- 17 tháng 4: Trò chơi vương quyền chính thức lên sóng.
- 29 tháng 4: Vương tôn William của Anh kết hôn với Catherine Middleton sau hơn 10 năm hẹn hò.

### Tháng 5
- 2 tháng 5: Quân đội Hoa Kỳ đã tiêu diệt trùm khủng bố khét tiếng Osama bin Laden tại Pakistan.
- 29 tháng 5: Tranh cãi quảng cáo máy lọc nước Kangaroo tại Việt Nam.

### Tháng 6
- 18 tháng 6 – 10 tháng 7: Giải vô địch bóng đá U-17 thế giới 2011 tổ chức tại México, đội tuyển bóng đá U-17 quốc gia México giành chức vô địch trong giải đấu này.
- 26 tháng 6 – 17 tháng 7: Giải vô địch bóng đá nữ thế giới 2011 tổ chức tại Đức, đội tuyển bóng đá nữ quốc gia Nhật Bản giành chức vô địch trong giải đấu này.
- Không rõ ngày: Ba Lan và Ukraina chuẩn bị thêm 2 sân vận động để đón chào Giải vô địch bóng đá châu Âu 2012. Dự kiến trước khi giải đấu khởi tranh 2 tuần sẽ sửa sang lại xong.

### Tháng 7
- 1 tháng 7 – 24 tháng 7: Cúp bóng đá Nam Mỹ 2011 tổ chức tại Argentina, đội tuyển bóng đá quốc gia Uruguay giành chức vô địch trong giải đấu này.
- 5 tháng 7: Christine Lagarde trở thành Tổng Giám đốc Quỹ Tiền tệ Quốc tế thay ông Dominique Strauss-Kahn.
- 9 tháng 7: Nam Sudan tuyên bố độc lập.[9]
- 22 tháng 7: Đánh bom và thảm sát đẫm máu tại Na Uy.[10]
- 25 tháng 7: 
  - Trương Tấn Sang nhậm chức Chủ tịch nước Cộng hòa Xã hội Chủ nghĩa Việt Nam.
  - Nhật Bản chính thức tắt sóng truyền hình analog trên toàn quốc, ngoại trừ 3 tỉnh bị thiệt hại nặng nề do đại thảm họa động đất hồi tháng 3 là Iwate, Miyagi và Fukushima.[11]
- 28 tháng 7: Ironhide Game Studio và Armor Games phát hành trò chơi điện tử phòng thủ tháp Kingdom Rush, phần đầu tiên trong loạt trò chơi cùng tên.
- 29 tháng 7 – 20 tháng 8: Giải vô địch bóng đá U-20 thế giới 2011 tổ chức tại Colombia, đội tuyển bóng đá U-20 quốc gia Brasil giành chức vô địch trong giải đấu này.

### Tháng 8
- 4 tháng 8: Imangi Studios phát hành trò chơi điện tử endless runner Temple Run
- 8 tháng 8: Bà Yingluck Shinawatra trở thành Thủ tướng Thái Lan thay thế ông Abhisit Vejjajiva.
- 16 – 21 tháng 8: Đại hội Giới trẻ Thế giới 2011 tổ chức tại Madrid, Tây Ban Nha.
- 24 tháng 8: Động đất mạnh 5,8 độ richter tại bờ biển phía đông nước Mỹ.
- 27 tháng 8: Siêu bão Irene đổ bộ vào bờ biển phía đông nước Mỹ.
- 28 tháng 8: Siêu bão Nanmadol đổ bộ vào Đài Loan & CHND Trung Hoa.

### Tháng 9
- 1 tháng 9: Trần Khánh Viêm chính thức tuyên thệ nhậm chức và trở thành Tổng thống thứ 7 của Singapore.
- 1 – 11 tháng 9: Giải vô địch bóng đá bãi biển thế giới 2011 tổ chức tại Ý, đội tuyển bóng đá bãi biển quốc gia Nga giành chức vô địch trong giải đấu này.

### Tháng 10
- 25 tháng 10: Eurocom và Disney Interactive Studios phát hành trò chơi điện tử hành động, phiêu lưu Disney Universe.

### Tháng 11
- 11 tháng 11: 
  - Đại hội Thể thao Đông Nam Á 2011 được tổ chức tại Indonesia.
  - Tổ chức New7Wonders Công bố 7 kì quan thiên nhiên thế giới mới, trong đó có Vịnh Hạ Long của Việt Nam.

### Tháng 12
- 11 tháng 12: Kênh Truyền hình Công an nhân dân (ANTV) chính thức phát sóng và ra mắt khán giả cả nước.

## Sinh

### Tháng 1
- 8 tháng 1: Vương tử Vincent và Vương nữ Josephine của Đan Mạch

### Tháng 5
- 15 tháng 5: Ngân Chi, nữ diễn viên người Việt Nam

## Mất

### Tháng 1
- 16 tháng 1: Kim Ngọc, nghệ sĩ sân khấu cải lương Việt Nam (Sinh 1943)
- 27 tháng 1: Tấn Tài, nghệ sĩ sân khấu cải lương Việt Nam (Sinh 1938)

### Tháng 3
- 18 tháng 3: Warren Christopher chính khách và nhà ngoại giao Mỹ (Sinh 1925)
- 23 tháng 3: Elizabeth Taylor Nữ diễn viên người Anh (Sinh 1932)

### Tháng 4
- 5 tháng 4: Baruch Samuel Blumberg bác sĩ người Mỹ (Sinh 1925)
- 9 tháng 4: Sidney Lumet đạo diễn, nhà sản xuất phim và nhà biên kịch người Mỹ (Sinh 1924)
- 19 tháng 4: Grete Waitz vận động viên marathon người Na Uy (Sinh 1953)

### Tháng 5
- 2 tháng 5: Osama bin Laden trùm khủng bố Ả Rập Xê Út (Sinh  1957)
- 7 tháng 5: Seve Ballesteros tay golf người Tây Ban Nha (Sinh 1957)
- 7 tháng 5: Willard Boyle nhà vật lý học người Canada (Sinh 1924)
- 23 tháng 5: Giuse Nguyễn Tích Đức, nguyên Giám mục chính tòa Giáo phận Ban Mê Thuột, Việt Nam (sinh 1938)
- 29 tháng 5: Sergei Bagapsh tổng thống Cộng hòa Abkhazia (Sinh 1949)
- 30 tháng 5: Rosalyn Sussman Yalow nhà vật lý y học người Mỹ (Sinh 1921)

### Tháng 6
- 4 tháng 6: Lawrence Eagleburger chính khách và nhà ngoại giao Mỹ (Sinh 1930)

### Tháng 7
- 4 tháng 7: Otto von Habsburg thái tử cuối cùng của Đế quốc Áo-Hung (Sinh  1912)
- 23 tháng 7: Amy Winehouse ca sĩ người Anh (Sinh 1983)
- 23 tháng 7: Nguyễn Cao Kỳ sĩ quan quân đội cao cấp và cựu chính khách Việt Nam Cộng hòa (Sinh 1930)
- 28 tháng 7: Abdul Fatah Younis chỉ huy quân sự Libya (Sinh 1944)

### Tháng 8
- 2 tháng 8: Baruj Benacerraf nhà miễn dịch học người Mỹ gốc Venezuela và Do Thái (Sinh 1920)
- 13 tháng 8: Hồng Sơn diễn viên Việt Nam (Sinh 1957)
- 31 tháng 8: Nhạc sĩ Văn An (sinh 1929)

### Tháng 9
- 8 tháng 9 - Võ Chí Công, Nguyên Ủy viên Bộ Chính trị, nguyên Thường trực Ban Bí thư, nguyên Chủ tịch Hội đồng Nhà nước, nguyên Cố vấn Ban chấp hành Trung ương Đảng cộng sản Việt Nam (Sinh 1912)
- 11 tháng 9 - Andy Whitfield nam diễn viên người Anh (Sinh 1972)
- 14 tháng 9 - Rudolf Mößbauer nhà vật lý học người Đức đã đoạt Giải Nobel Vật lý năm 1961 (Sinh 1929)
- 25 tháng 9 - Wangari Muta Maathai nhà hoạt động chính trị, nhà bảo vệ môi trường, chủ nhân giải Nobel hòa bình năm 2004 (Sinh1940)
- 30 tháng 9 - Ralph Marvin Steinman nhà miễn dịch học và nhà sinh vật học tế bào Canada (Sinh 1943)

### Tháng 10
- 3 tháng 10 - Thu An diễn viên Việt Nam (Sinh1922)
- 5 tháng 10 - Steve Jobs ông trùm kinh doanh và sáng chế người Mỹ (Sinh 1955)
- 20 tháng 10 - Muammar al-Gaddafi - Tổng thống Libya

### Tháng 11
- 8 tháng 11 - Phạm Song (s. 1931), Giáo sư, Viện sĩ y học, nguyên Bộ trưởng Bộ Y tế Việt Nam, nguyên Ủy viên Ban Chấp hành Trung ương Đảng Cộng sản Việt Nam khoá VII, Giải thưởng Hồ Chí Minh.

### Tháng 12
- 17 tháng 12 - Kim Jong-il Tổng bí thư Đảng Lao động Triều Tiên, tư lệnh Tối cao Quân đội Nhân dân Triều Tiên, chủ tịch Ủy ban Quốc phòng Cộng hòa dân chủ nhân dân Triều Tiên (Bắc Triều Tiên). (Sinh 1942)
- 18 tháng 12 - Václav Havel nhà văn và nhà viết kịch Séc, tổng thống Tiệp Khắc cuối cùng và tổng thống Séc đầu tiên (Sinh 1936)

## Giải Nobel
- Hóa học - Dan Shechtman[12]
- Hòa bình - Ellen Johnson Sirleaf, Leymah Gbowee và Tawakel Karman[13]
- Kinh tế - Thomas Sargent và Christopher Sims[14]
- Văn học - Tomas Tranströmer[15]
- Vật lý - Saul Perlmutter, Adam G. Riess và Brian P. Schmidt[16]
- Y học - Bruce A. Beutler, Jules A. Hoffmann và Ralph M. Steinman[17]

## Nhữngngày lễtruyền thống củaViệt Nam
- 3 tháng 2 — Tết âm lịch